# Casa individuală de pe str. Mihail Kogălniceanu, 30 (Chișinău)
Casa individuală de pe str. Mihail Kogălniceanu, 30 este o clădire amplasată pe str. Mihail Kogălniceanu, 30 în Chișinău, Republica Moldova. Este un monument arhitectural de importanță națională inclus în Registrul monumentelor Republicii Moldova ocrotite de stat cu nr. 142 (municipiul Chișinău). Datează de la înc. sec. XX.